# Probleme am laufenden Band
Probleme am laufenden Band ist ein Dokumentarfilm des DEFA-Studios für Dokumentarfilme von Karlheinz Mund aus dem Jahr 1989.

## Handlung
Die Dreharbeiten beginnen im November 1987 im IFA-Motorenwerk Nordhausen. In der Endfertigung wird begonnen, die Fließfertigung mit der Nestmontage zu verbinden, um die Arbeit zu erleichtern und die Produktivität zu erhöhen. Dafür wurde in Japan ein Förderband bestellt, welches nach den Vorstellungen der Nordhauser Ingenieure gebaut und geliefert wurde. Rein theoretisch sollte jetzt alle drei Minuten ein Motor das Band verlassen können, doch das ist nicht der Fall. Es gilt, neue Methoden der Arbeitsorganisation zu finden. In den Versammlungen zeigt sich die Unzufriedenheit der Arbeiter, hält ihre Schwierigkeiten und Einwände, Diskussionen mit Ingenieuren und Betriebsleitung, das gemeinsame Bemühen um mögliche Lösungen fest. Das alles läuft nicht reibungslos ab, da prallen Meinungen aufeinander, werden Haltungen deutlich. Doch alle stehen den vorgesehenen Änderungen positiv gegenüber.
Nach einem Jahr kommen die Filmleute mit der Kamera noch einmal in den Betrieb, fragen nach dem Erreichten und was noch nicht geschafft wurde, lassen den Zuschauer Abschnitte aus der Entwicklung eines Kollektivs sichtbar werden. Manches wurde inzwischen erreicht, neue Probleme sind zu bewältigen. Die Arbeiter machen entspanntere Mienen, denn sie kommen dem Ziel näher. Es wird Klartext geredet, Unbequemes gesagt und kein Blatt vor den Mund genommen. Es ist ein Vergnügen zuzuhören und zuzusehen. Die Sonderschichten am Samstag möchte keiner mehr haben, aber wenn es Gründe gibt, sind alle wieder dabei, denn der eingeschlagene Weg ist der Richtige.

## Produktion
Probleme am laufenden Band wurde von der Künstlerischen Arbeitsgruppe: document unter dem Arbeitstitel Nestfertigung als Schwarzweißfilm und zum Teil auf ORWO-Color gedreht. Die erste nachweisbare Aufführung, außer der Vorstellung während der Dresdner Dokumentarfilmschau im April 1989, erfolgte am 19. Oktober 1989 in der Reihe Angebote im Berliner Kino Babylon. Die Dramaturgie lag in den Händen von Jochen Wisotzki.

## Kritik
Klaus M. Fiedler meinte in der Neuen Zeit, dass der Text teilweise mit spröder Materie überfrachtet ist, was besser hätte vermieden werden sollen. Wer hinter die Worte der Beteiligten hört, erfährt genug. Denn das, was in dem Film gezeigt wird, ist Realität, ist der ungeschminkte Blick in unseren Alltag.